# カモメラン属
カモメラン属（カモメランぞく、学名：Galearis、和名漢字表記：鴎蘭属）は、ラン科に属する属。

## 特徴
地生の多年草。地下にある根茎は短く、根は束生し肥厚する。茎は直立し、楕円形の葉を1-2個つける。茎先に総状花序をつけ、2-15個の花をつける。苞は葉状になり目立つ。3萼片と側花弁でかぶとをつくる。唇弁は浅く3裂するか全縁となり、距がある。蕊柱は短い。

## 分布
ヒマラヤ、チベット、中国大陸、ロシア極東部、ネパール、インド、ミャンマー、日本、北アメリカ大陸東部に分布し、9種知られる。日本には2種ある。

## 種

### 日本に分布する種
和名、学名はYListによる。
- カモメラン（鴎蘭） Galearis cyclochila (Franch. et Sav.) Soó - 茎の高さは10-20cm。花は淡紅色で唇弁に紫色の細点がある。北海道、本州（中国地方以北）、四国、サハリン、朝鮮半島、ウスリーに分布し、湿った林縁に生育する[2]。準絶滅危惧(NT)、（環境省2015年）。
- オノエラン（尾上蘭） Galearis fauriei (Finet) P.F.Hunt - 茎の高さは10-15cm。花は総状につき白色で唇弁の基部にW字形の模様がある。日本固有種で、本州の中北部と紀伊半島に分布し、冷温帯の日当たりのよい岩石が混じった草地に生育する[2]。

### その他の種
学名および主な分布地
- Galearis huanglongensis Q.W.Meng & Y.B.Luo - 中国大陸
- Galearis roborovskyi (Maxim.) S.C.Chen, P.J.Cribb & S.W.Gale - ヒマラヤ、中国大陸
- Galearis rotundifolia (Banks[6] ex Pursh) R.M.Bateman - 北アメリカ大陸北部
- Galearis spathulata (Lindl.) P.F.Hunt - ヒマラヤ、中国大陸
- Galearis spectabilis (L. Raf. - カナダ東部からアメリカ合衆国東部
- Galearis tschiliensis (Schltr.) P.J.Cribb, S.W.Gale & R.M.Bateman - インド（アルナーチャル・プラデーシュ州）、中国大陸
- Galearis wardii (W.W.Sm.) P.F.Hunt - チベット、中国大陸

## ギャラリー
- カモメラン
- オノエラン
- Galearis rotundifolia
- Galearis spectabilis